# Gemmelaincourt
Gemmelaincourt ist eine französische Gemeinde mit 126 Einwohnern (Stand 1. Januar 2022) im Département Vosges in der Region Grand Est (bis 2015 Lothringen). Sie gehört zum Arrondissement Neufchâteau und zum 2017 gegründeten Gemeindeverband Terre d’Eau.

## Geografie
Die Gemeinde Gemmelaincourt liegt am Südrand der Landschaft Xaintois, etwa zwölf Kilometer nördlich von Vittel. Das Gelände um ist durch Hügel und die Flussaue der Vraine, einem linken Nebenfluss des Vair, geprägt. Im Westen und Osten hat die Gemeinde Anteile an größeren Waldgebieten (Le Haut du Voie, Bois du Gingre, Bois Dessous Haye). Im Bois du Gingre an der Grenze zur Gemeinde Parey-sous-Montfort liegt mit (430 m) auch die höchste Erhebung in der Gemeinde, während das Dorf Gemmelaincourt auf (335 m) Meereshöhe liegt.
Nachbargemeinden von Gemmelaincourt sind Saint-Menge im Norden, Ménil-en-Xaintois und Offroicourt im Nordosten, Viviers-lès-Offroicourt im Osten, Domjulien im Südosten sowie Parey-sous-Montfort und Belmont-sur-Vair im Südwesten.

## Geschichte
Frühere Schreibweisen des Ortsnamens waren Gemnaincourt, Gemenaincourt bzw. Gemelaincourt. Erst 1857 erhielt die Gemeinde ihren heutigen Namen. Während des Ancien Régime gehörte das Dorf zur Vogtei Mirecourt.
Vor dem Bau der Kirche St. Maurus im Jahr 1730 gehörte Gemmelaincourt kirchlich als Anhang zur Pfarrei von Saint-Menge. Die spätere eigene Pfarrei gehörte zur Diözese Toul und zum Dekanat Porsas. Auch das Kapitel Remiremont bekam einen Anteil am Zehnten. Im Jahr 1758 erhielt die Gemeinde einen Pfarrer namens Maximilien-François-Gabriel Hadol. Pfarrer Hadol wurde während der Französischen Revolution am 21. Juni 1794 in Nancy als Märtyrer mit dem Schafott hingerichtet.
Das Schloss Gemmelaincourt – ein dreistöckiger einfacher Bau auf rechteckigem Grundriss mit der Hauptfassade in Richtung Westen – war zum Zeitpunkt des Beginns der Französischen Revolution Eigentum des Leopold Marquis de Hennezel Francogney, der aus einer Familie von Glasmachern aus den Wäldern rund um Darney stammte. 1793 wurde der Schlossherr verhaftet und in Mirecourt eingesperrt. Kurz vor dem Schafott gelang ihm die Flucht in die Schweiz. Er beteiligte sich an Kämpfen zur Restauration und wurde später sogar Bürgermeister von Gemmelaincourt. Im 19. Jahrhundert bis zur Mitte der 1980er Jahre diente das Schloss als Pfarrhaus. Die Gemeinde übernahm das Gebäude, konnte aber die Beseitigung der Schäden nicht finanzieren. Ein neuer Besitzer war weniger an der Erhaltung des Schlosses interessiert, sondern verkaufte die Kamine, die Bodenbeläge und Holzbalken separat. Der nächste Besitzer, der Maler und Graveur Franck Hommage aus Nancy, begann mit der Renovierung des Hauses, das aber bei einem Brand am 25. Januar 2015 teilweise zerstört wurde. Gegenwärtig wird geprüft, ob die Reste des Schlosses als Monument historique geführt werden können.
Das Herrenhaus Le Nouveau Château (heute Le Jardin des Lys) in Gemmelaincourt wurde gegen Ende des 19. Jahrhunderts von der Familie Christ-Grandmessin errichtet. Der Notar und Propriétaire Herr Antoine Juvenal Christophe Christ, der über ausreichende Finanzen verfügte, ließ das Maison de Maître mit einer Parkanlage und den notwendigen Wirtschaftsgebäuden errichten. Nach dem Tod von Herrn Christ im Jahr 1890 übernahm seine Frau, Anne Pétronille Annonciate Grandmessin, die Leitung des Anwesens und der damit verbundenen Geschäfte. Sie verstarb 1913, woraufhin ihre Tochter, Marie Alice Christ (Witwe Gebhart), die Verantwortung für das Anwesen übernahm. Die Familie Christ-Grandmessin stellte, wie es dannzumal für die Betreuung von großen Anwesens üblich war, verheiratete Paare als Couple de Concierges an. Diese Paare lebten im Haus und kümmerten sich rund um die Uhr um Aufgaben wie Reinigung, Botendienst, Kochen und Gartenpflege. Nach dem Ende des Zweiten Weltkriegs verschwand das Modell des Couple de Concierges zunehmend. Das zunehmende Bedürfnis der Dienstleister nach mehr Privatsphäre sowie der Wunsch der Hauseigentümer nach kostengünstigeren, professionelleren Dienstleistungen führten dazu, dass dieses Modell allmählich in den Hintergrund trat – so auch im Le Nouveau Château in Gemmelaincourt.
Das zunehmende Hygienebewusstsein im 19. Jahrhundert führte zur Errichtung zahlreicher Waschhäuser (Lavoirs) in ganz Frankreich. Auch in Gemmelaincourt finden sich vier dieser historischen Bauten, wobei jedes Waschhaus einzigartig ist und sich von den anderen unterscheidet. Mit der Einführung der Waschmaschine verloren die Lavoirs jedoch ihre ursprüngliche Bedeutung.
Um 1829 begann man in der Region nach Steinkohle zu suchen und wurde fündig. Im Jahr 1901 wurde die Aktiengesellschaft Établissements de Gemmelaincourt-Gironcourt mit Sitz in Gemmelaincourt gegründet. Das goldene Zeitalter der Kohlemine begann 1903 und hielt bis 1912 an. In diesen Jahren wurden über 20'000 Tonnen Braunkohle pro Jahr gefördert. Eine Arbeitersiedlung zeugt heute noch von diesen prosperierenden Jahren. Früher gab es zudem noch eine Kohlewäsche und eine Schmalspurbahn, die Steinkohle in Gemmelaincourt abholte und bei der Durchfahrt durch Saint-Menge zusätzlich Sand aufnahm, um beides nach Gironcourt zu transportieren. Beide Rohstoffe wurden in Gironcourt zur Herstellung von Glas in der dort ansässigen Glasfabrik benötigt. Diese Glasfabrik existiert heute noch. Die Größe des Unternehmens erklärt sich aus der Nähe zu Vittel und dem Ziel, die hohe Nachfrage der Société Générale des Eaux Minérales de Vittel nach Abfüllflaschen zu sichern. So bildete die Kohle aus Gemmelaincourt eine fundamentale Basis für die Glasfabrik in Gironcourt-sur-Vraine, die wiederum direkt den Bedarf des Kurortes Vittel an Flaschen für sein Mineralwasser deckte.

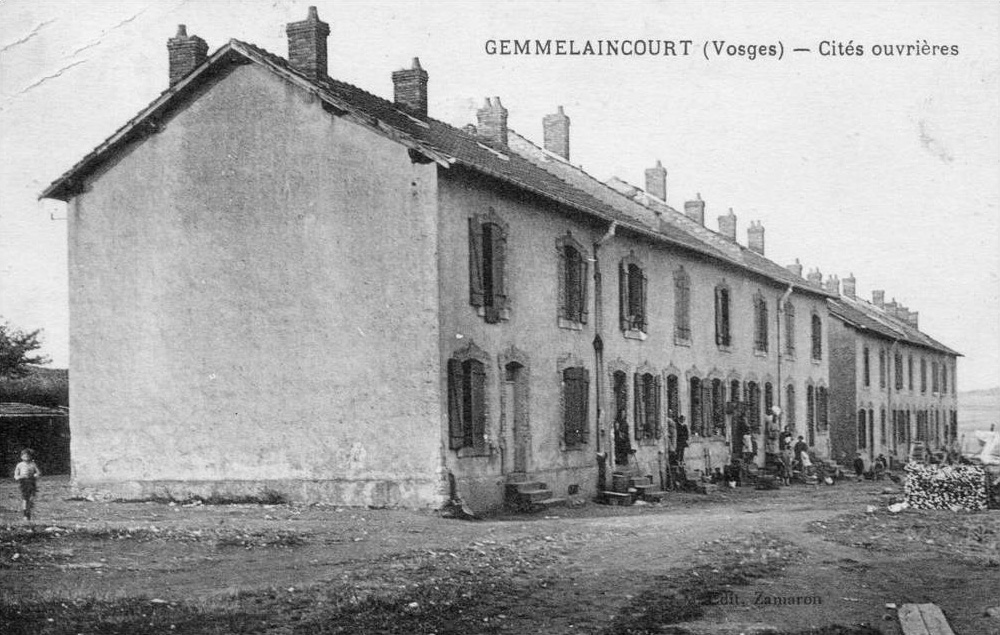
Bergbausiedlung
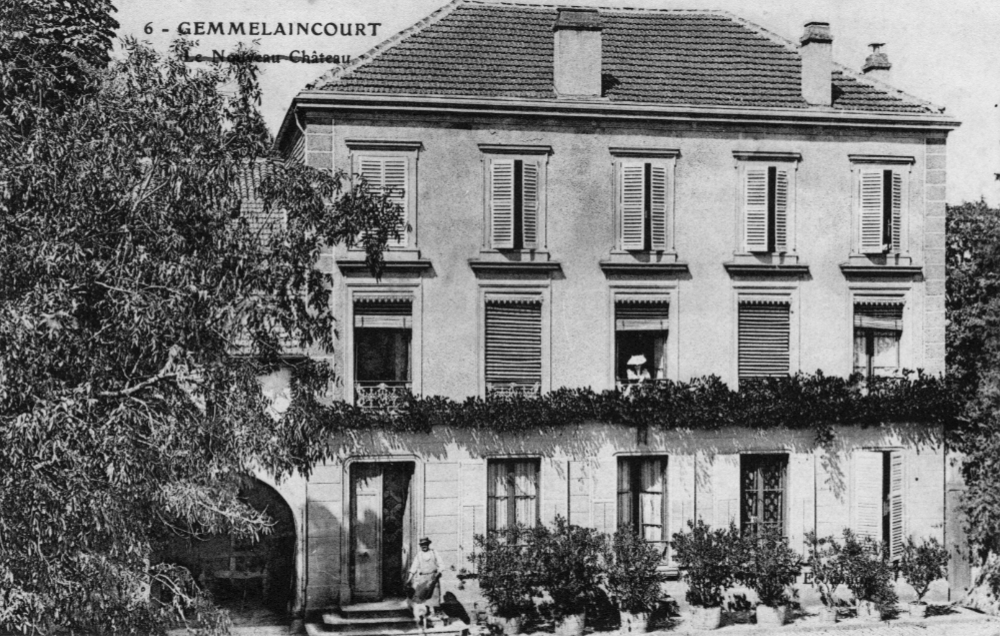
Herrenhaus Le Jardin des Lys
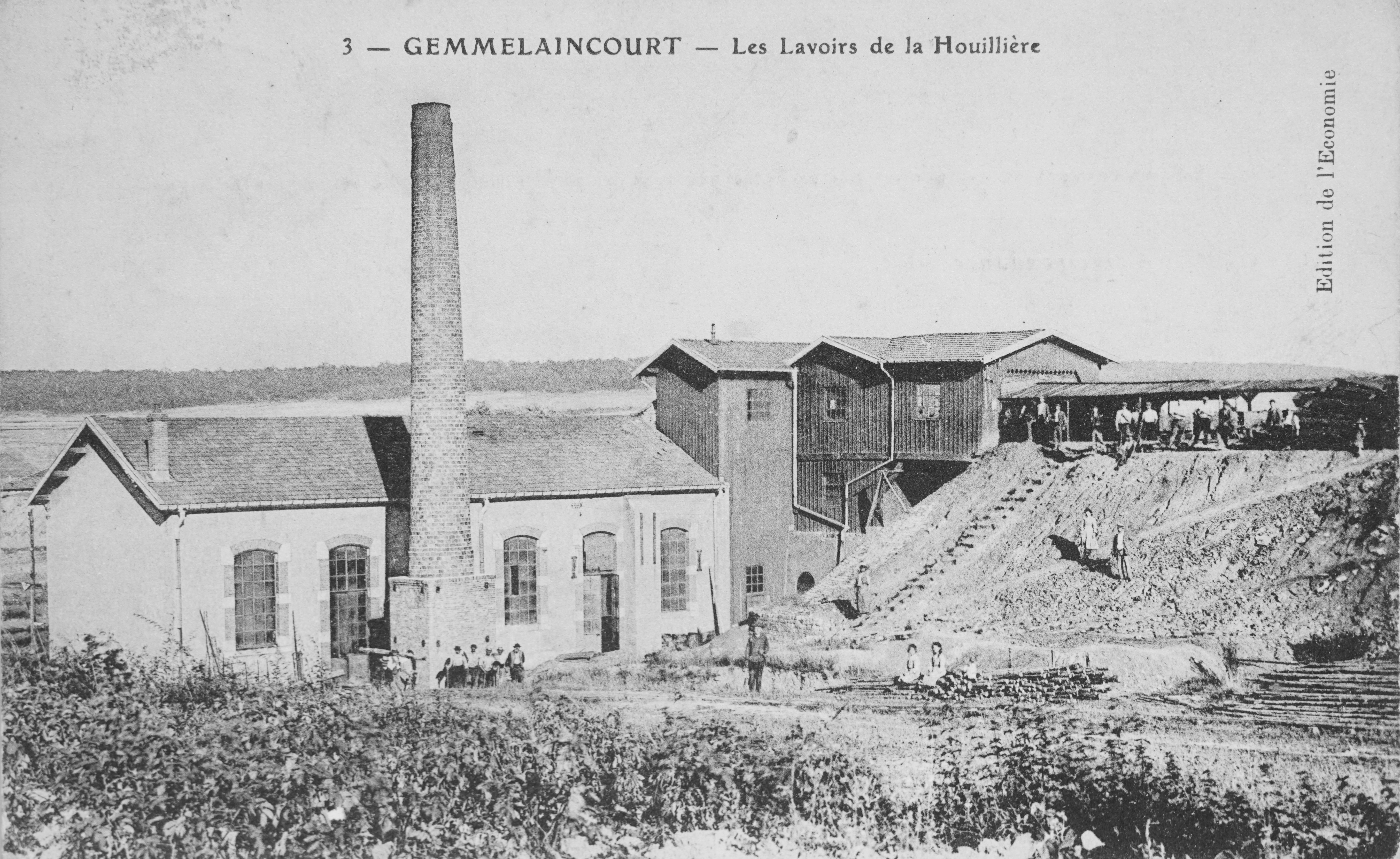
Kohlenwäsche
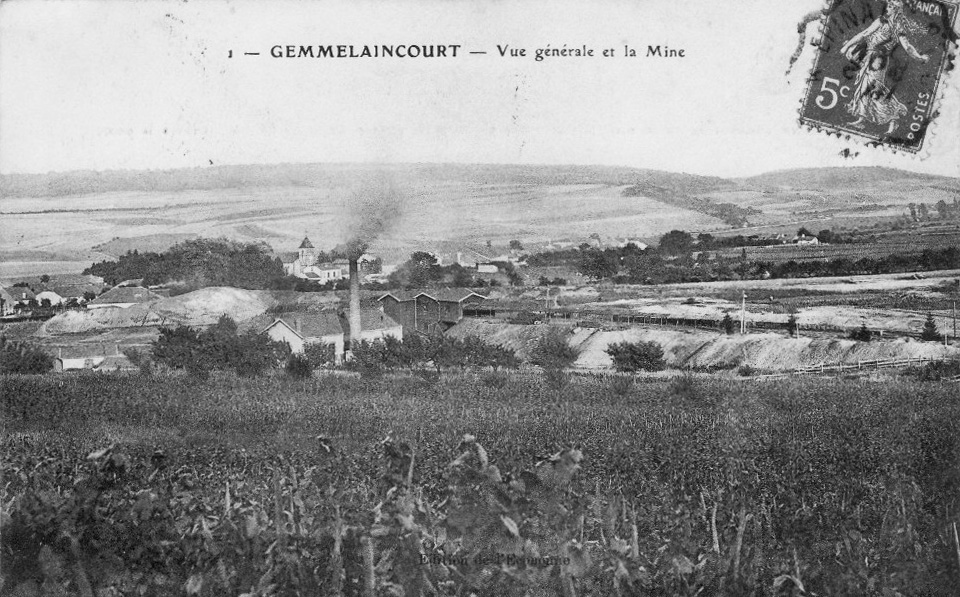
Dorfansicht zur Zeit des Bergbaus
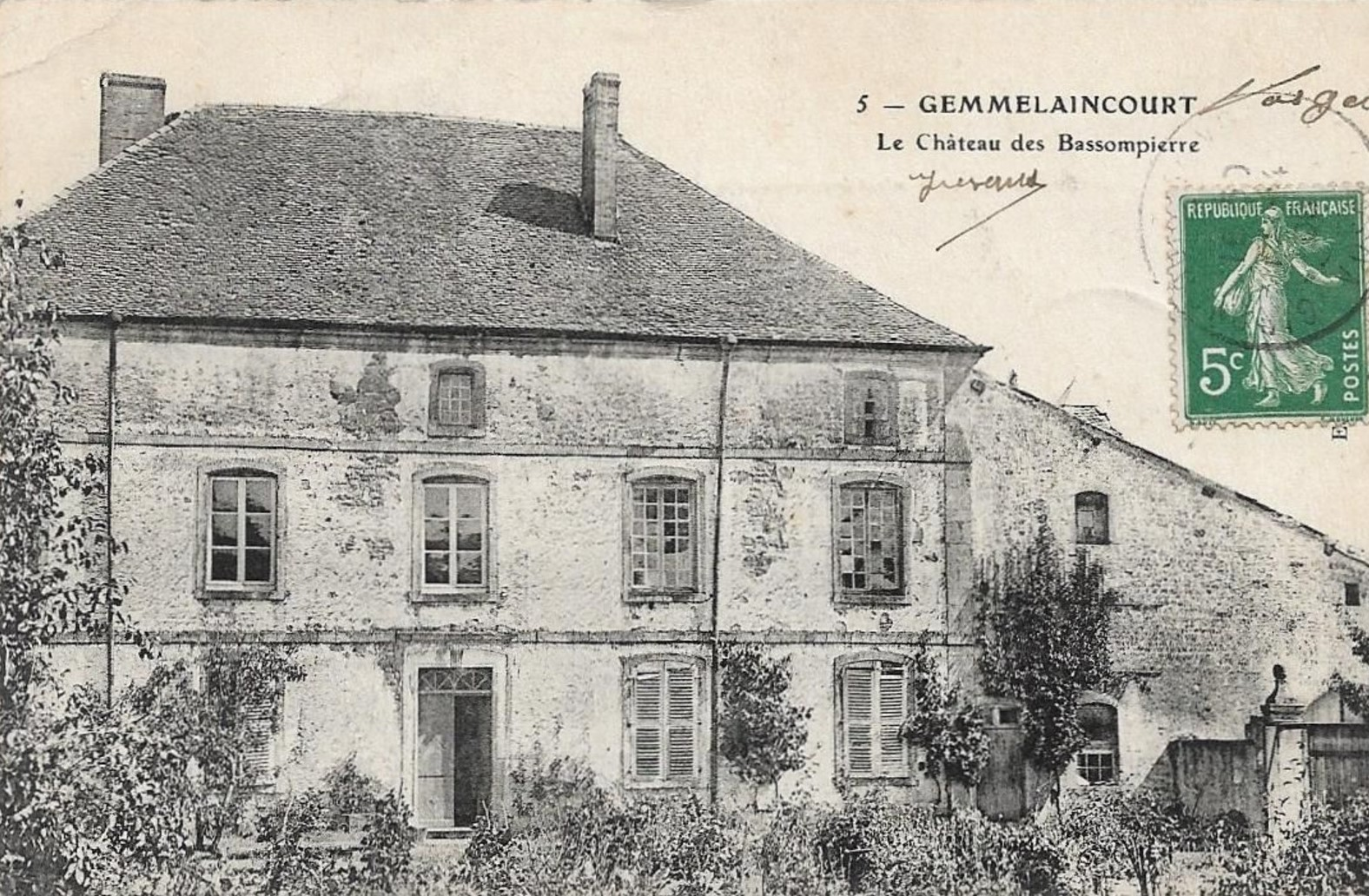
Schloss von Gemmelaincourt um 1900

### Bevölkerungsentwicklung
| Jahr      | 1962 | 1968 | 1975 | 1982 | 1990 | 1999 | 2006 | 2013 | 2021 |
| Einwohner | 235  | 223  | 191  | 180  | 155  | 138  | 154  | 160  | 131  |

Im Jahr 1911 wurde mit 476 Bewohnern die bisher höchste Einwohnerzahl ermittelt. Die Zahlen basieren auf den Daten von cassini.ehess und INSEE.

## Sehenswürdigkeiten

Kirche St. Maurus

- Kirche St. Maurus
- Schloss von Gemmelaincourt
- vier Waschhäuser (Lavoirs)
- Bergbausiedlung
- Herrenhaus Le Jardin des Lys[11]
- Gemeindehaus mit Gedenkstätte

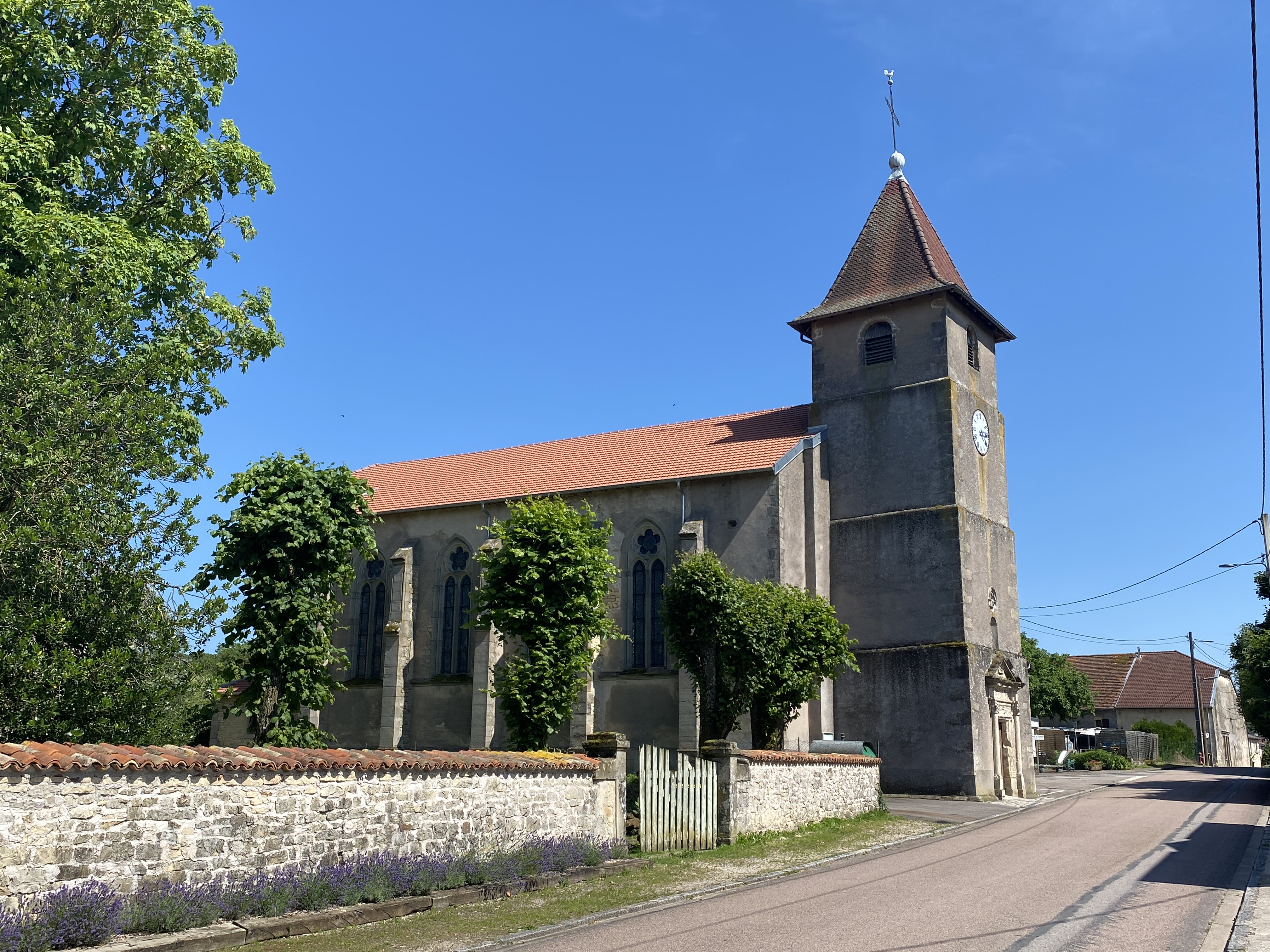
Kirche Sankt Maurus
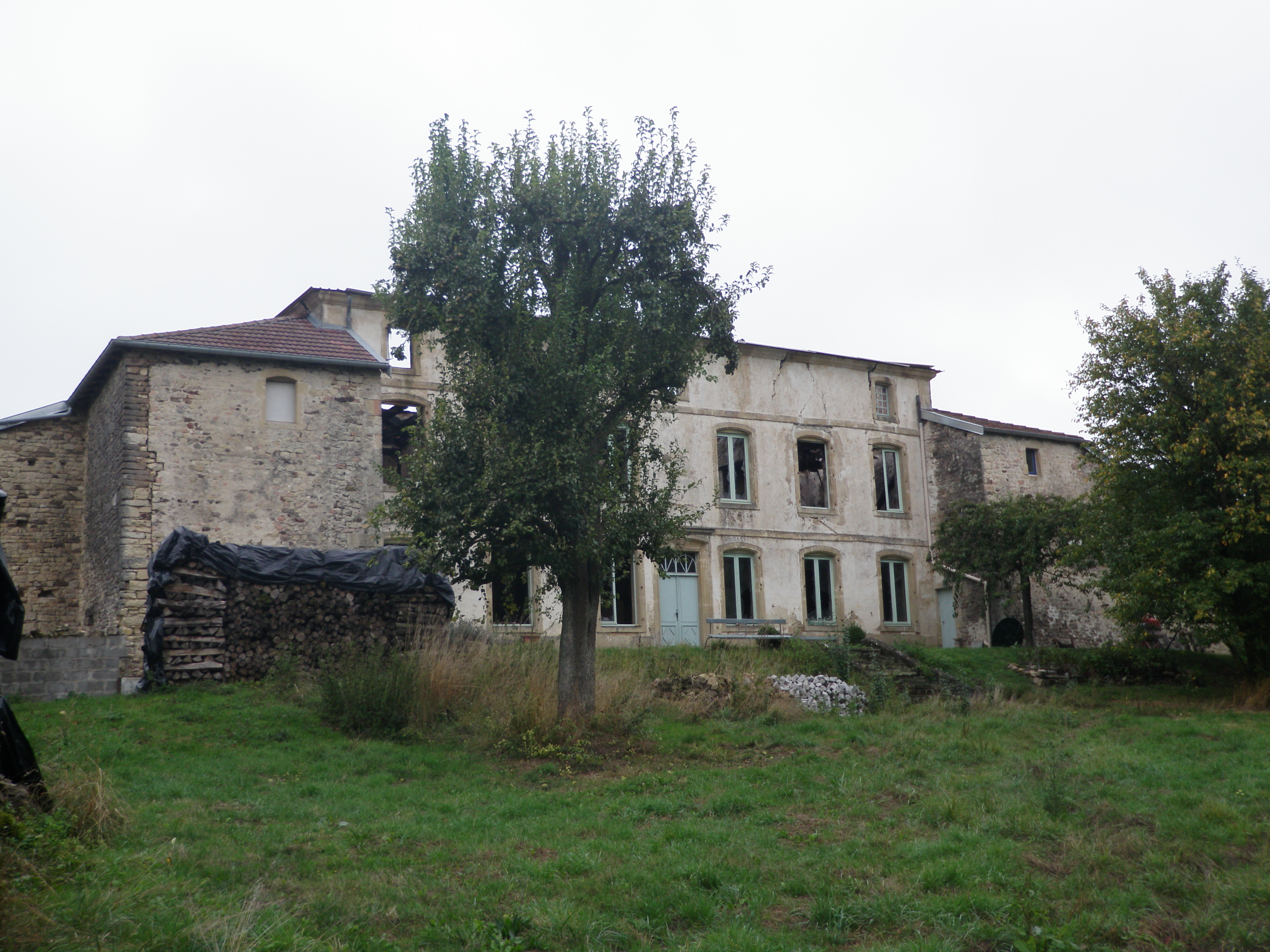
Schloss von Gemmelaincourt vor dem Brand
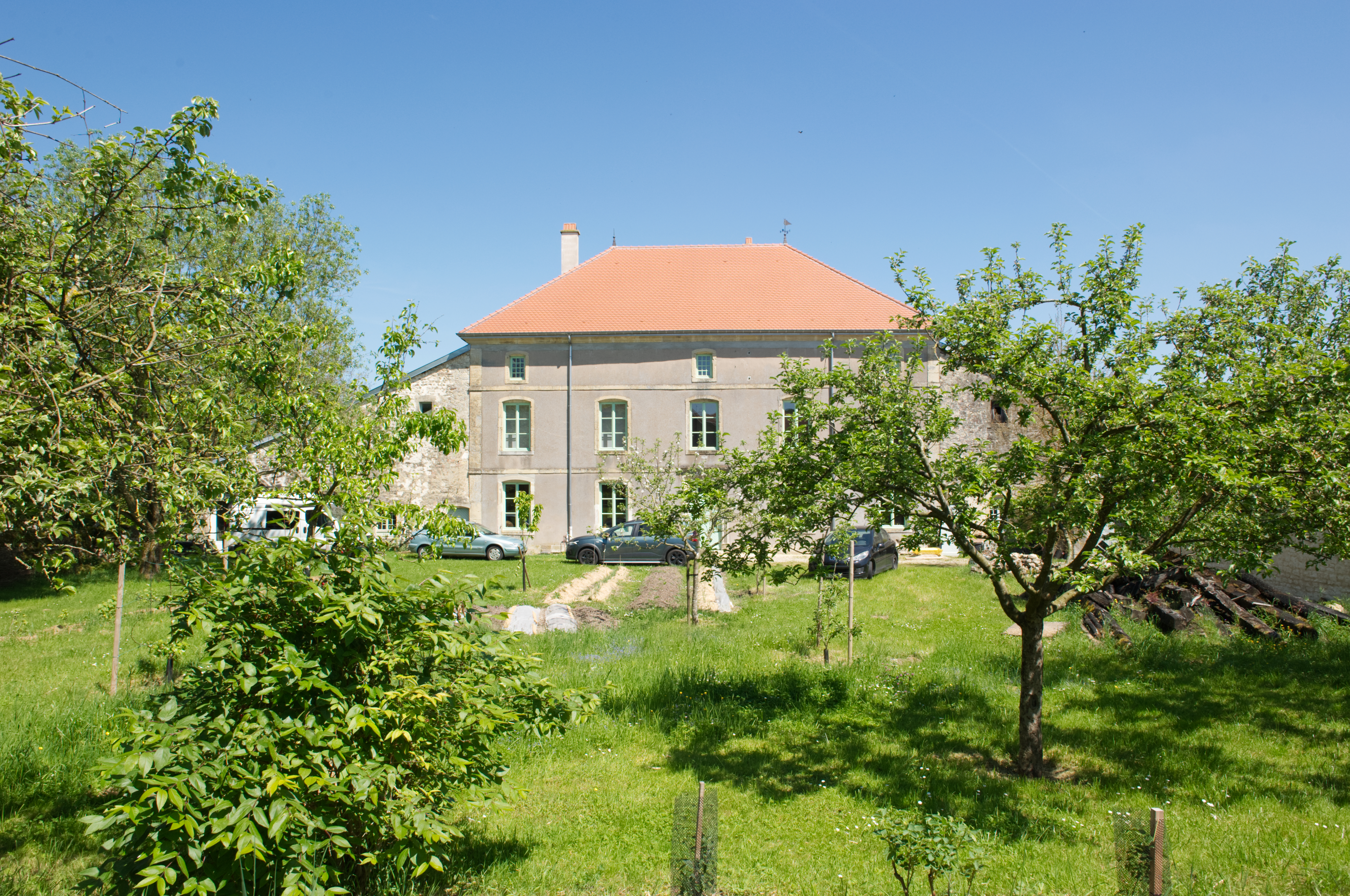
Schloss von Gemmelaincourt nach der Sanierung
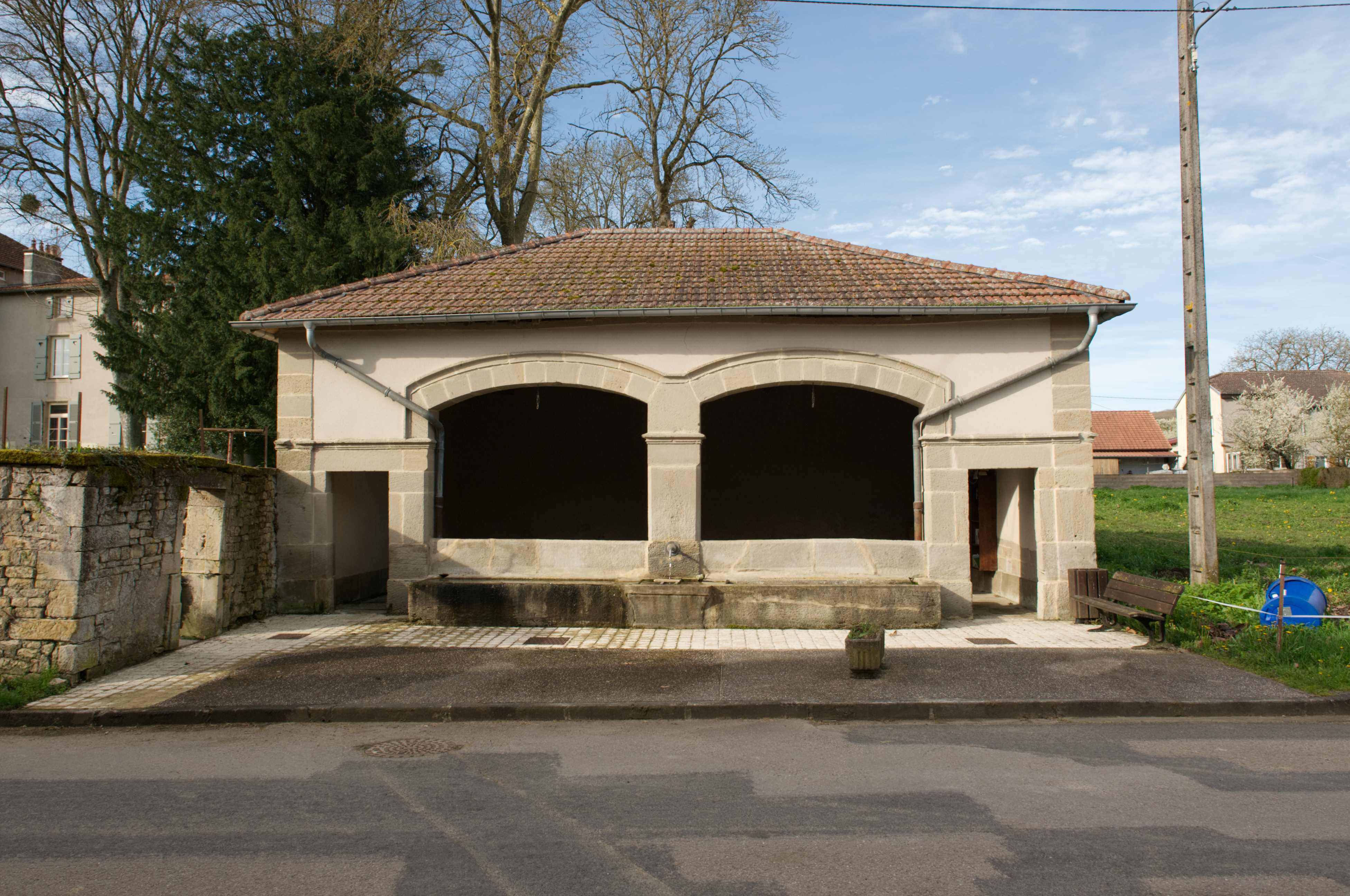
Eines von vier Waschhäusern
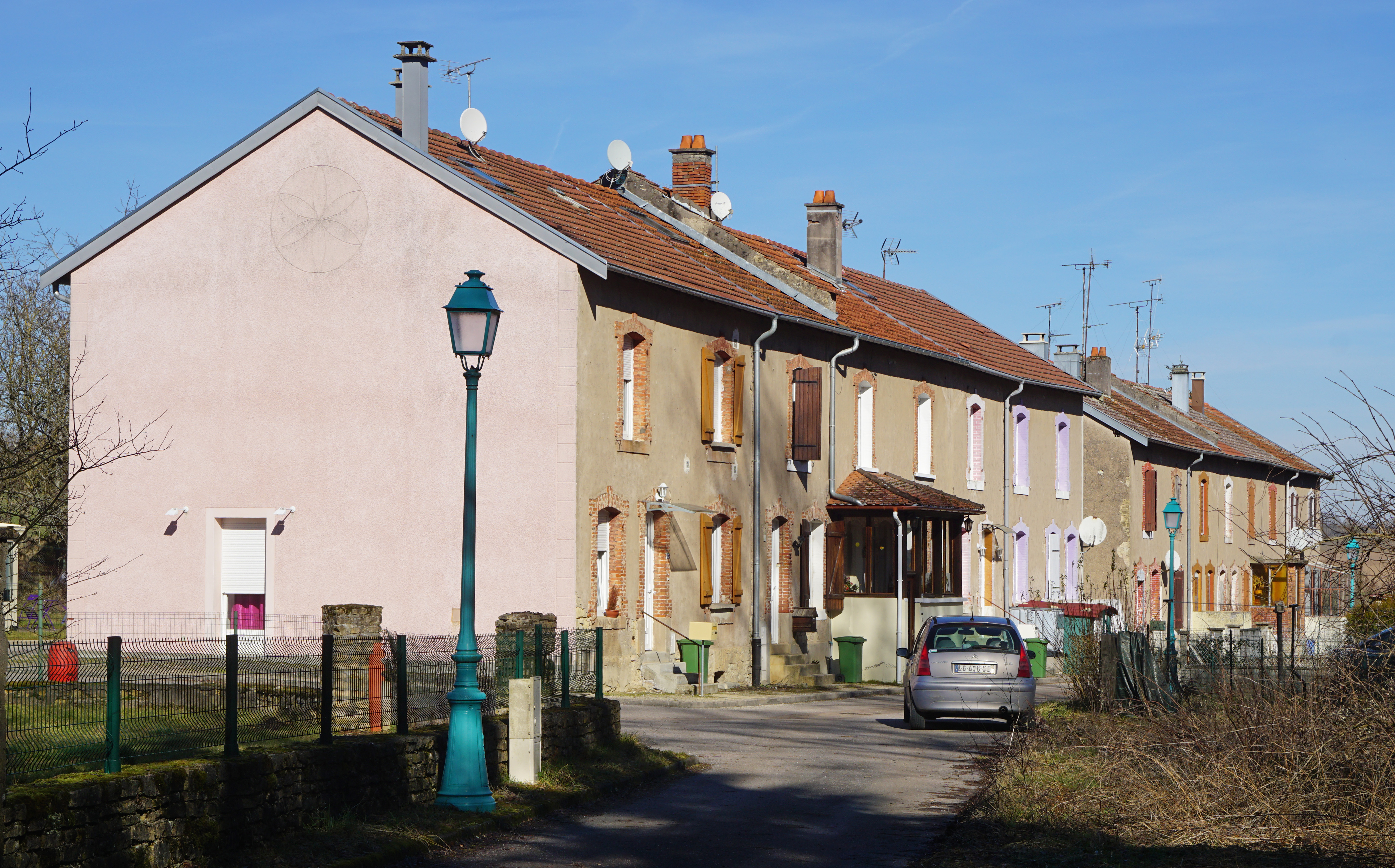
Bergbausiedlung
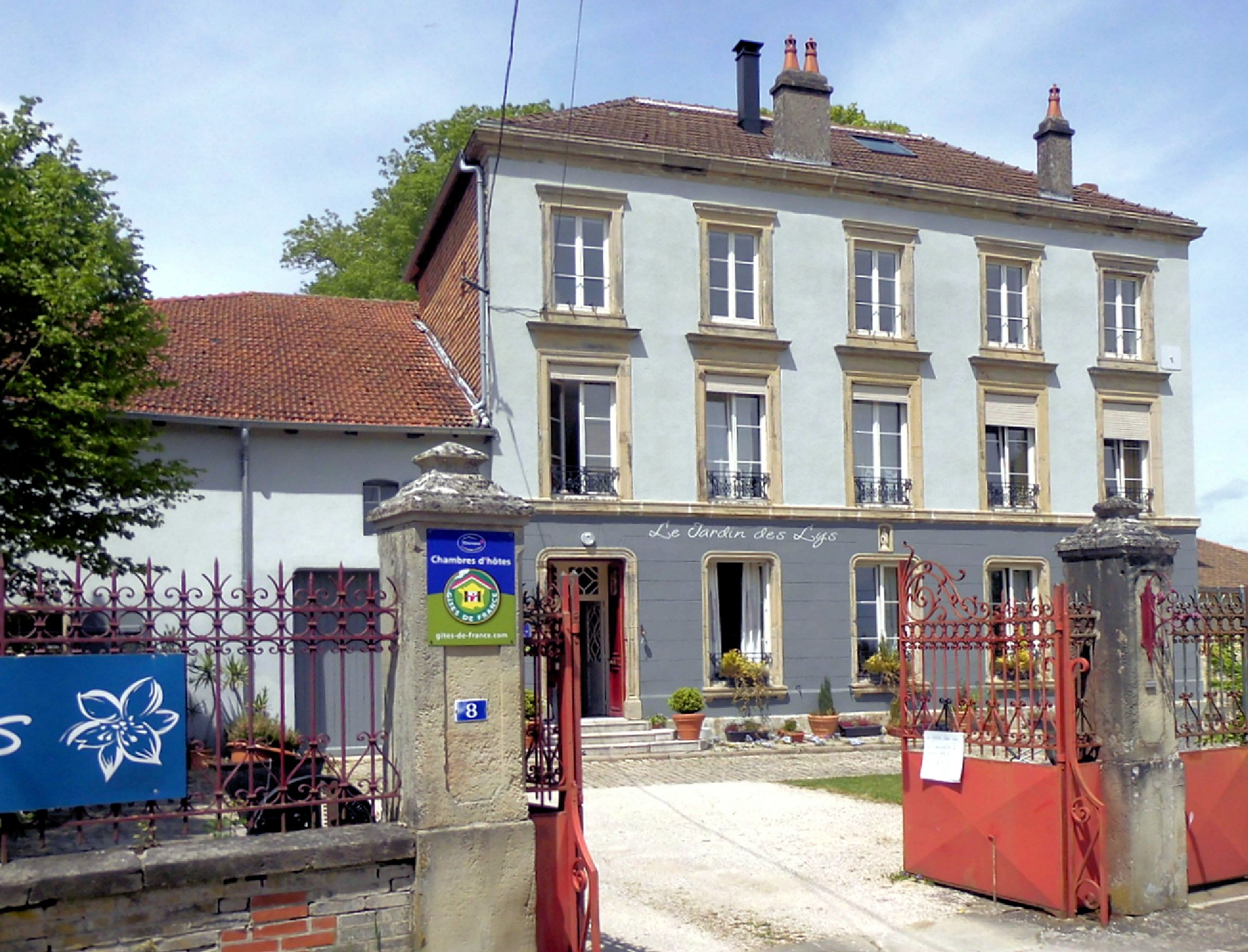
Herrenhaus Le Jardin des Lys
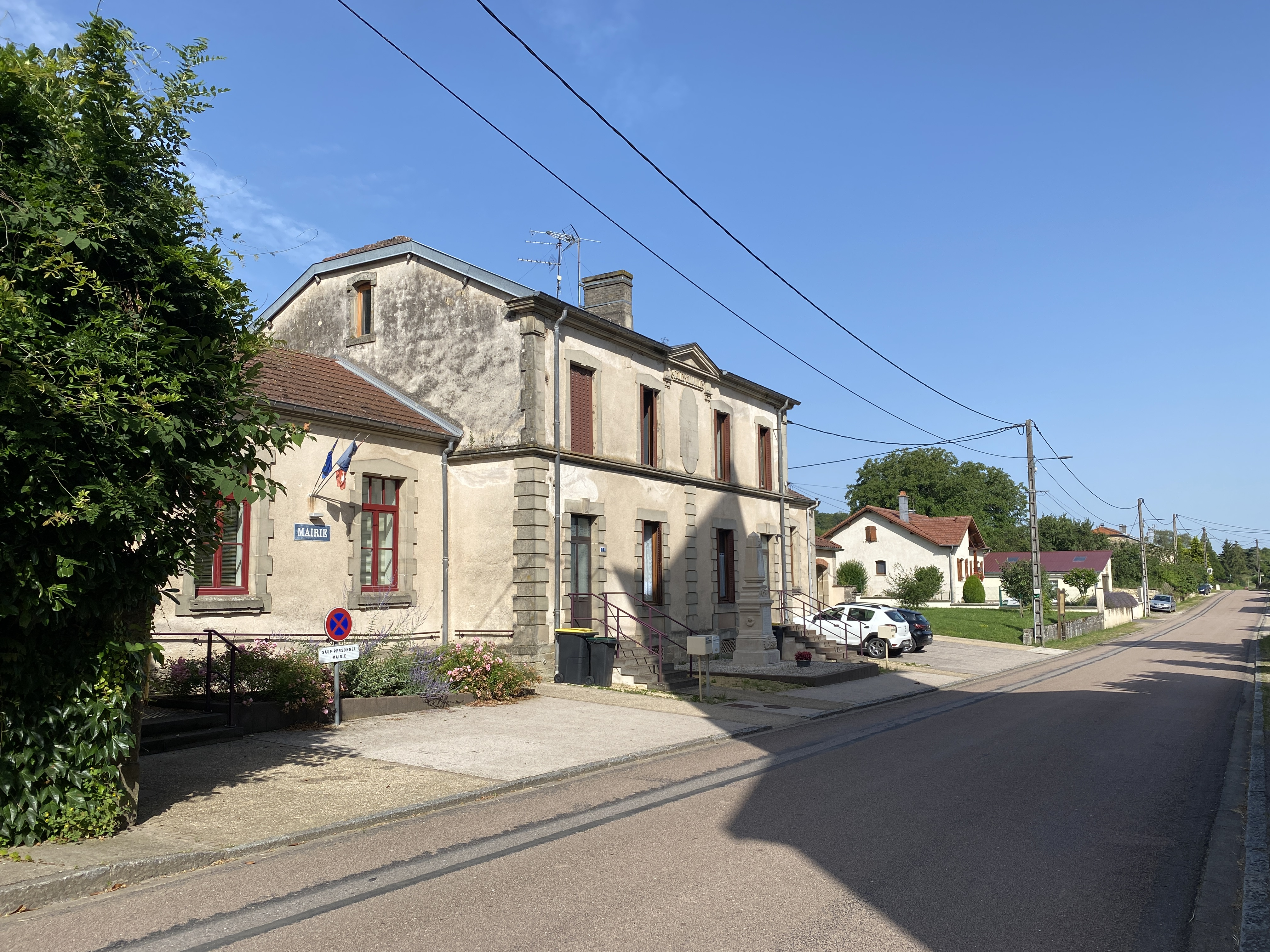
Gemeindehaus mit Gedenkstätte

## Wirtschaft und Infrastruktur
Neben lokalem Kleingewerbe und -handel spielt die Landwirtschaft in Gemmelaincourt und Umgebung nach wie vor eine wichtige Rolle. In der Gemeinde sind fünf Landwirtschaftsbetriebe ansässig (Getreideanbau, Milchwirtschaft, Pferde- und Rinderzucht). Einige Einwohner sind Pendler in die Gewerbegebiete von Gironcourt-sur-Vraine, Vittel und Mirecourt.
Die teilweise zweistreifig ausgebaute Schnellstraße (D 166) von Épinal über Mirecourt nach Neufchâteau verläuft fünf Kilometer nördlich von Gemmelaincourt. Straßenverbindungen bestehen auch in die Nachbargemeinden Saint-Menge, Domjulien und Parey-sous-Montfort.

## Belege
1. ↑  Gemmelaincourt auf vosges-archives.com. (pdf;) Archiviert vom Original am 3. März 2016; abgerufen am 15. August 2016 (französisch).
2. ↑  Der Märtyrer von Gemmelaincourt - Abbé Hadol. Abgerufen am 5. August 2024.
3. ↑  Geschichte der Familie Hennezel, Zweig Gemmelaincourt (französisch)
4. ↑  Online-Artikel der Tageszeitung L’Est républicain (französisch)
5. ↑  Le Jardin des Lys und die Eigenschaften eines Herrenhauses. Abgerufen am 30. März 2025 (englisch, französisch, deutsch).
6. ↑  Waschhäuser - die kleinen Perlen in den Vogesen. Abgerufen am 5. August 2024.
7. ↑  Bergbau in Saint-Menge und die Glashütte in Gironcourt. Abgerufen am 26. Juli 2024.
8. ↑  Braunkohleabbau in Gemmelaincourt - Die Belle Époque. Abgerufen am 24. Juli 2025.
9. ↑  Gemmelaincourt - Notice Communale. Archiviert vom Original am 7. Dezember 2024; abgerufen am 24. Juli 2025.
10. ↑  Dossier complet − Commune de Gemmelaincourt (88194) | Insee. Abgerufen am 24. Juli 2025.
11. ↑  Gemmelaincourt mit dem Herrenhaus Le Jardin des Lys. Abgerufen am 19. Juli 2024 (deutsch, französisch, englisch).
12. ↑  Landwirtschaftsbetriebe auf annuaire-mairie.fr (französisch)